# Yamantaka

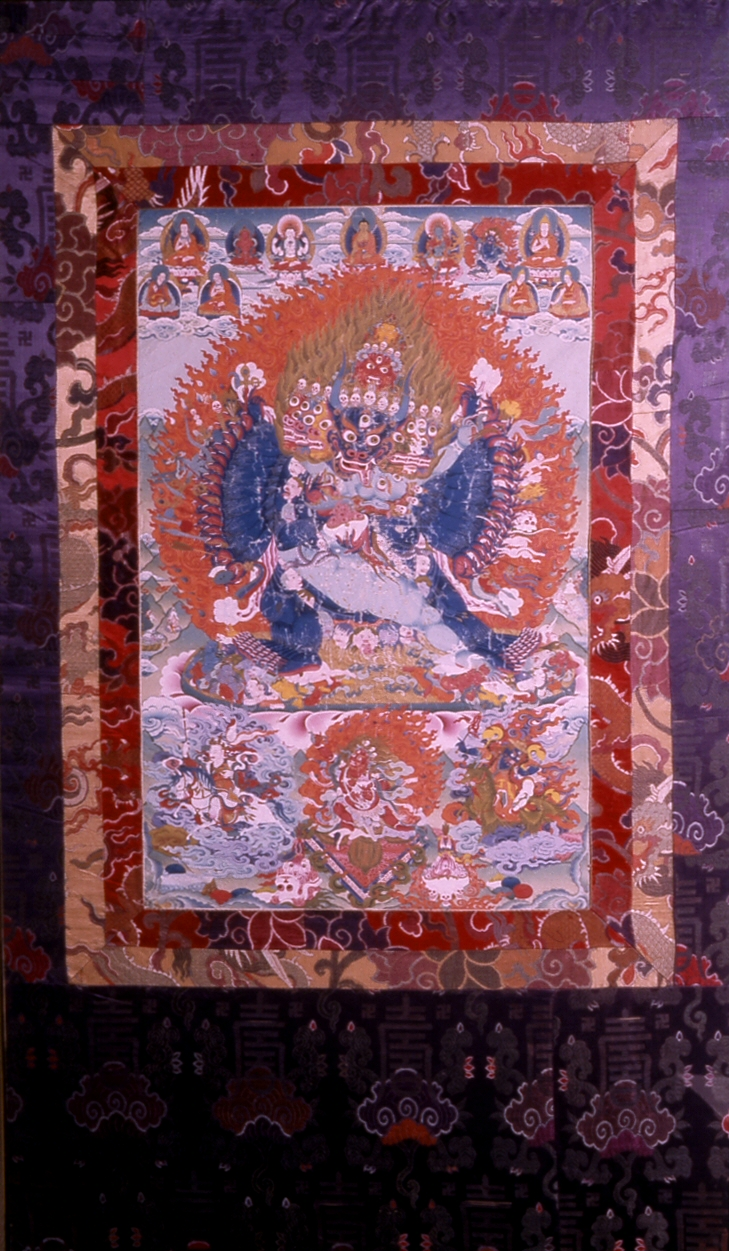
Identification Gottheit Vajrabhairava mit Gefolge, 18. Jahrhundert von einem unbekannten tibetischen Künstler

Yamantaka (tibetisch གཤིན་རྗེ་གཤེད་ Wylie gshin rje gshed; auch: Vajrabhairava, tibetisch རྡོ་རྗེ་འཇིགས་བྱེད། rdo rje 'jigs byed, japanisch 大威徳明王 Daiitoku Myōō) ist ein büffelköpfiger, zornvoller Yidam des Anuttarayoga-Tantra des tibetischen Buddhismus.

## Geschichte und Bedeutung
Neben Chakrasamvara und Guhyasamaja ist er die wichtigste Meditationsgottheit in der Gelug-Schule, wird aber auch in der Sakya-Schule als Haupt-Yidam angesehen. Beide Schulen sehen in ihm den zornvollen Aspekt des Weisheits-Buddha Manjushri.
In den anderen Schulen (Nyingma und Kagyü) wird er dagegen eher als Dharmaschützer angesehen.
Das Yamantaka-Tantra zählt zu den sogenannten Vatertantras, die für Praktizierende mit Zorn als Hauptstörgefühl ausgerichtet sind, im Gegensatz zu den Muttertantras, bei denen es Anhaftung ist und den Nicht-Dualen Tantras, bei denen es Verwirrung ist.
Yamantaka gilt als der Bezwinger Yamas, daher auch sein Name Yama (Todesgott) – Antaka (Bezwinger).
Er kann einzeln oder mit seiner Gefährtin Vajravetali dargestellt sein. Mit seiner Gefährtin wird er in einem 13-Gottheiten-Mandala dargestellt.
Yamantaka gehört zu den sogenannten Acht großen Heruka-Gottheiten (Bluttrinkern), Hayagriva, Guhyasamaja, Hevajra, Vajrakilaya, Yamantaka, Chakrasamvara, Amrita und Mamo.
Yamantaka ist eine der bedeutendsten archetypischen Gottheiten der Gelugpas und repräsentiert die Diamantene Weisheit der höchsten Realität im Triumph über Übel, Leiden und Tod. Er ist die schreckenerregende Form des Bodhisattva Manjushri, dessen gütiger, fürstlicher Kopf in goldener Farbe mit Krone und Ohrringen auf der Pyramide von Yamantakas Köpfen erscheint. Um den Tod zu besiegen, nimmt der mitleidsvolle Bodhisattva die büffelköpfige Gestalt von Yama, dem Herrn des Todes, an. Mit seinen neun Gesichtern, den 16 Beinen und 34 Armen verdeutlicht er die mannigfaltigen Facetten seiner unfassbaren Erleuchtung und offenbart eine wesentlich größere Macht als Yama. So überwältigt er Yama, setzt dessen Töten ein Ende und wird zum Überwinder des Todes [yamantaka]. Diese archetypische Gottheit spielte eine herausragende Rolle im Leben des Tsongkhapa [der als Inkarnation des Manjushri angesehen wurde]. Daher verehrt man sie besonders in der Gelug-Schule.
In der Praxis des tibetischen Buddhismus gibt es drei Hauptformen des Yamantaka: den roten Yamantaka [Raktayamari]; den schwarzen Yamantaka [Krishnayamari]; und den Diamantenen Furchterzeuger [Vajrabhairava Yamantaka]. Von diesen dreien ist die vielfarbige Form des Diamantenen Furchterzeugers die bei weitem bekannteste. Formen des Bhairava sind Ehrfurcht einflößende, schreckenerregende Gestalten aus dem Hinduismus, und der Vajra ist das Symbol der höchsten Realität, die sich als Mitgefühl offenbart. So erhebt sich Vajrabhairava in selbstloser höchster Realität, wo die Macht der Bhairava-Formen ins Undenkbare vergrößert ist, um den Betrachter durch den Schrecken zur Transzendenz zu führen.
In dieser äußerst mächtigen Manifestation hält er seine blassblaue Gefährtin Vajravetali, die Diamantene Untote [vetali], in der glückseligen Vereinigung, die die Union von Mitgefühl und Weisheit symbolisiert. Sie sind von einem mächtigen hellgelb-orangeroten Flammenring eingeschlossen und von goldenen Linien umrahmt. Unter ihren Füßen befinden sich geschickt porträtierte Menschen und Tiere.

## Ursprünge
Alle textlichen Quellen gehen auf den indischen Schüler der Nalanda-Universität Lalitavajra zurück, dessen Haupt-Yidam Manjushri war (10. Jahrhundert). Eines Tages hatte er eine Vision von Manjushri, der ihm sagte, er solle in das Land Oddiyana gehen um die Tantras von Yamantaka zu erhalten. Also ging er dorthin und traf die Weisheits-Dakini Vajravetali, die ihm zusammen mit anderen Dakinis die verschiedenen Yamantaka-Tantras aushändigte. Sie ließen ihn die Texte aber nicht mitnehmen, sondern erlaubten ihm nur das mitzunehmen woran er sich in der kurzen Zeit erinnern konnte.

## Gelug
Tsongkhapa, der Gründer der Gelug-Schule, betonte und verbreitete die Praxis auf Yamantaka. So wurde sie neben Chakrasamvara und Guhyasamaja die Hauptpraxis in den tantrischen Colleges und klösterlichen Universitäten der Gelugpas. Auch heute gilt sie noch als eine Hauptpraxis für Mönche und Laien gleichermaßen. Die wesentlichen Praxistexte stammen von Tsongkhapa (für die 13-Gottheiten-Praxis) und Pabongka (für Yamantaka als Einzelgestalt). Wichtige historische Kommentare stammen von Tri Gyaltsen Senghe (für die Einzelgestalt) und Lhundup Pandita (für die 13-Gottheiten-Praxis).